# Journées du logiciel libre de Lyon
 (mars 2025).
Les Journées du logiciel libre de Lyon (JDLL) sont une manifestation organisée chaque année depuis 1998.

## Historique

### Prémisses
D'après Jean-Charles Délépine, une première réunion dédiée aux logiciels libres a eu lieu avant 1998.

## Éditions
L'édition 2011, la treizième, s'est déroulée les 18 et 19 novembre 2011, à l'école CPE sur le campus de la Doua, à Villeurbanne,.
Depuis la 14e édition, en novembre 2012, les journées se déroulent à la Maison Pour Tous — Salle des Rancy, 249 rue Vendôme dans le 3e arrondissement de Lyon,.
En 2024, la 25e édition s'est tenue les 25 et 26 mai dans un nouveau lieu : l'ENS de Lyon, site Descartes.